# Tomáš Paprštein
Tomáš Paprštein (* 14. září 1992, Sokolov) je zakladatel neziskové organizace Klubovna Naděje z.s. Od roku 2022 aktivně vystupuje proti sexuálnímu zneužívání dětí. Je autorem české knihy Klubovna Naděje.

## Život
Narodil se v Sokolově, kde navštěvoval základní školu. Když mu bylo šest let, onemocněla mu matka a o dva roky později zemřela. Tomáš navštěvoval několik škol, vyučil se jako kuchař a číšník. Je ženatý, žije v Praze.
Tomáše Papršteina v dětství sexuálně zneužíval jeho třídní učitel na základní škole a vedoucí turistického oddílu v jedné osobě. Do povědomí vstoupil v srpnu 2022 po publikování podcastové série Seznam Zpráv Ve stínu: Nejlepší kamarád, ve kterém vystupuje jako jeden z protagonistů.
Své zkušenosti, myšlenky a názory sdílí na veřejných přednáškách, besedách, ve videích, podcastech a televizních a internetových rozhovorech. Spravuje svůj osobní web a sociální sítě. Je moderátorem vlastních internetových rozhovorů pod názvem Klubovna Naděje.
V listopadu 2022 založil neziskovou organizaci Klubovna Naděje z.s. Hlavním účelem spolku je osvěta, prevence a vzdělávání zejména v oblasti sexuálního zneužívání, násilí a domácího násilí.
V červnu 2024 spustil pod hlavičkou Klubovna Naděje z.s. podcast a pořad Odvážný. Jako moderátor zde vede s rozhovory s lidmi o jejich různých životních zkušenostech. Hosty jsou také psychologové, terapeuti i psychoterapeuti. .  Rozhovory jsou zveřejňovány na platformě YouTube, Firstclass.cz a Stream.cz.

## Podcast Ve stínu: Nejlepší kamarád
Investigativní novinář a šéfredaktor Seznam Zpráv Jiří Kubík a dokumentarista Braňo Pažitka zpracovali případ Tomáše Papršteina do podoby 6 (7) dílné podcastové (audio) série. Na webu Seznam Zpráv byla dne 14. srpna 2022 zveřejněna zpráva o chystaném podcastu, o den později byl na stejném serveru zveřejněn první díl podcastu.
V podcastu vystupuje řada osob: Zneužívaný Tomáš P., pachatel - učitel Matěj, tehdejší ředitelé a učitelé ze základní i střední školy; rodič dítěte ze stejné třídy; učitelka, které se svěřil; vyšetřovatelka, která vedla daný případ; nebo soudní znalci z oblasti sexuologie a trestního práva. Všichni protagonisté zde vystupují anonymně, na základě ohlasů a komentářů pod jednotlivými díly podcastu se Tomáš Paprštein rozhodl svou identitu zveřejnit.

## Dílo
- Klubovna Naděje, Tomáš Paprštein, Renata Ježková, 2023, 328 stran, ISBN 978-80-11-03439-9